# Ganggrab von Katelbogen
Das Ganggrab von Katelbogen ist ein nordost-südwest orientiertes, 1966 von Ewald Schuldt (1914–1987) ausgegrabenes und rekonstruiertes, trapezoides Ganggrab in einem rechteckigen Hünenbett, mit der Sprockhoff-Nr. 370. Es entstand zwischen 3500 und 2800 v. Chr. als Megalithanlage der Trichterbecherkultur (TBK).

## Lage
Die Anlage befindet sich in Baumgarten-Katelbogen bei Bützow im Landkreis Rostock in Mecklenburg-Vorpommern auf einem Feld, nördlich des Feldweges (Ausbau) zwischen den Orten Katelbogen und Qualitz in einer Baumgruppe. Etwa 130 m weiter befindet sich das Großsteingrab von Qualitz.

## Beschreibung
Von der relativ kurzen, rechteckigen Einfassung sind 22 der ursprünglich 36 Randsteine erhalten. Ursprünglich war die Kammer bis an die Decksteine innerhalb der Einfassung in dem aufgeschütteten Hügel verborgen. Die Anlage ist eines der gut erhaltenen Großsteingräber Mecklenburg-Vorpommerns. Von der etwa 8,0 m langen, 1,6 bis 1,8 m hohen und 1,8 bis 2,3 m breiten Kammer des Großsteingrabes sind alle 14 Trag-, fünf der sechs Decksteine und der komplette, im Südosten gelegene, etwa drei Meter lange Gang mit zwei Schwellensteinen, sechs Trag- und zwei Decksteinen erhalten. Am inneren Übergang zur Kammer ist eine komplette Verschlusseinrichtung mit Kulissenführung und von oben einschiebbarer Türplatte erhalten. Die Diele besteht aus Rollsteinen, geglühtem Feuerstein und Lehmestrich. Die archäologische Untersuchung ergab, dass die Anlage durch die Träger der Kugelamphorenkultur nachgenutzt worden ist.
Neben Holzkohle, zwei menschlichen Schädeln und 127 Scherben fanden sich 22 Querschneider, zwölf doppelkonischen Gefäße, zehn Klingen, sechs Schüsseln, fünf hohe Töpfe, fünf Bernsteinperlen (vier doppelaxtförmig), vier Schlagsteine, drei weitmündige Gefäße, zwei Bohrer, ein Flachbeil, ein dicknackiges Beil, eine Trichterschale, ein Schultergefäß und eine Kugelamphore.

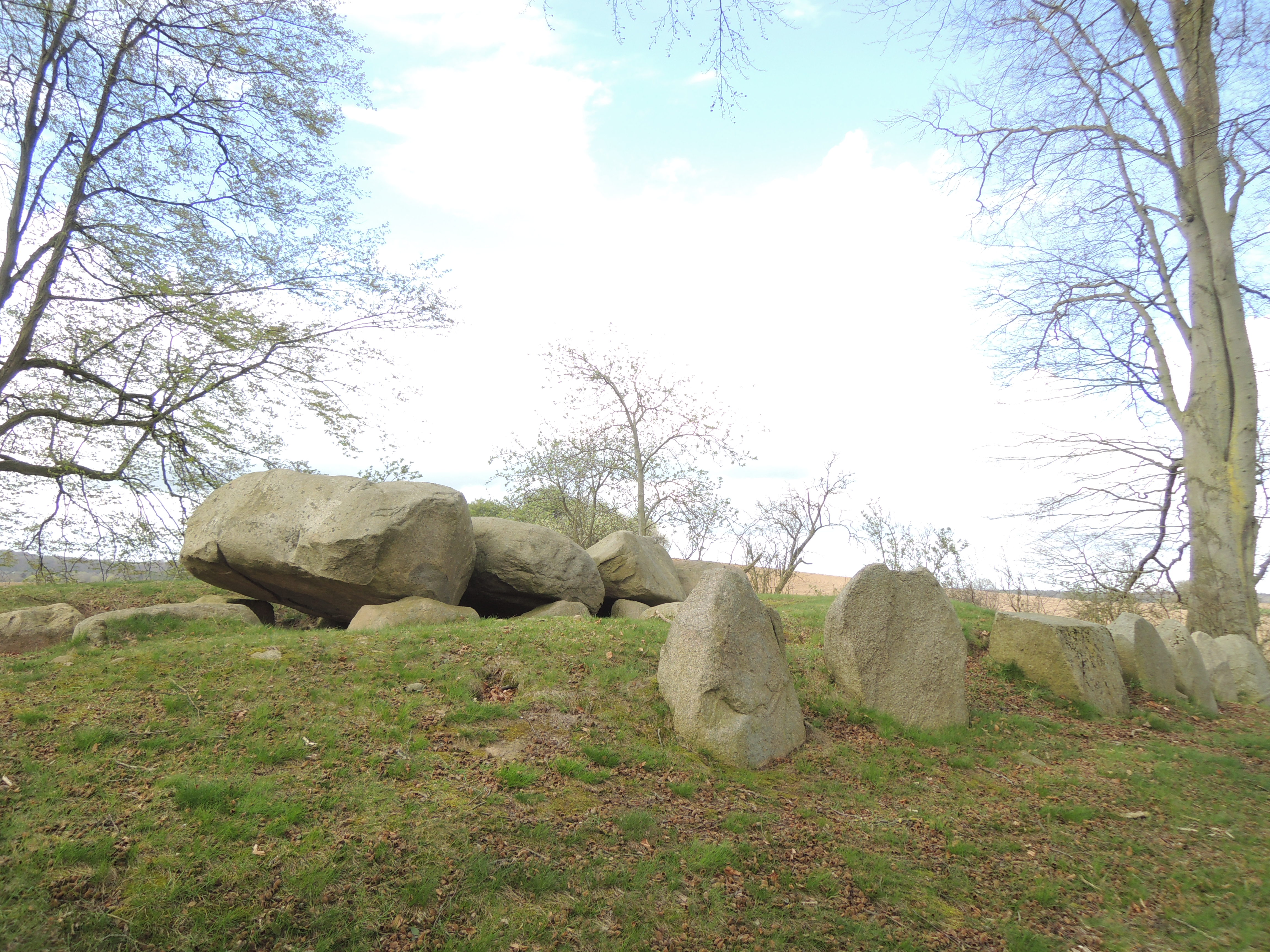
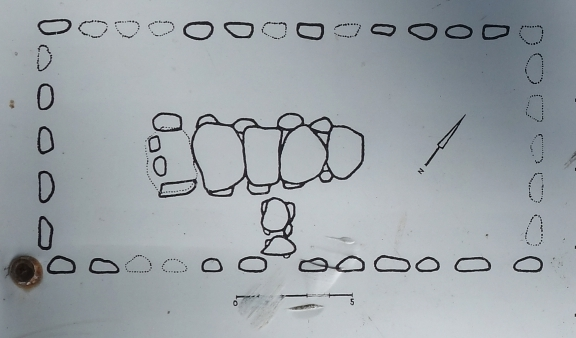
Grundriss des Ganggrabes nach Schuldt
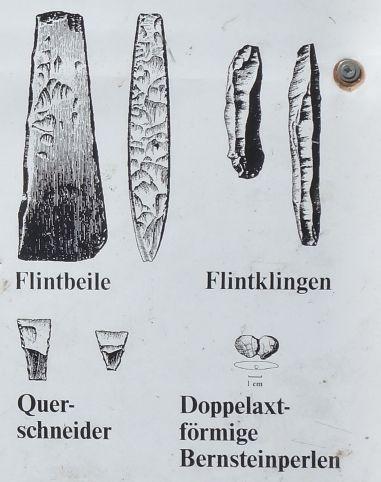
Beigaben aus dem Ganggrab
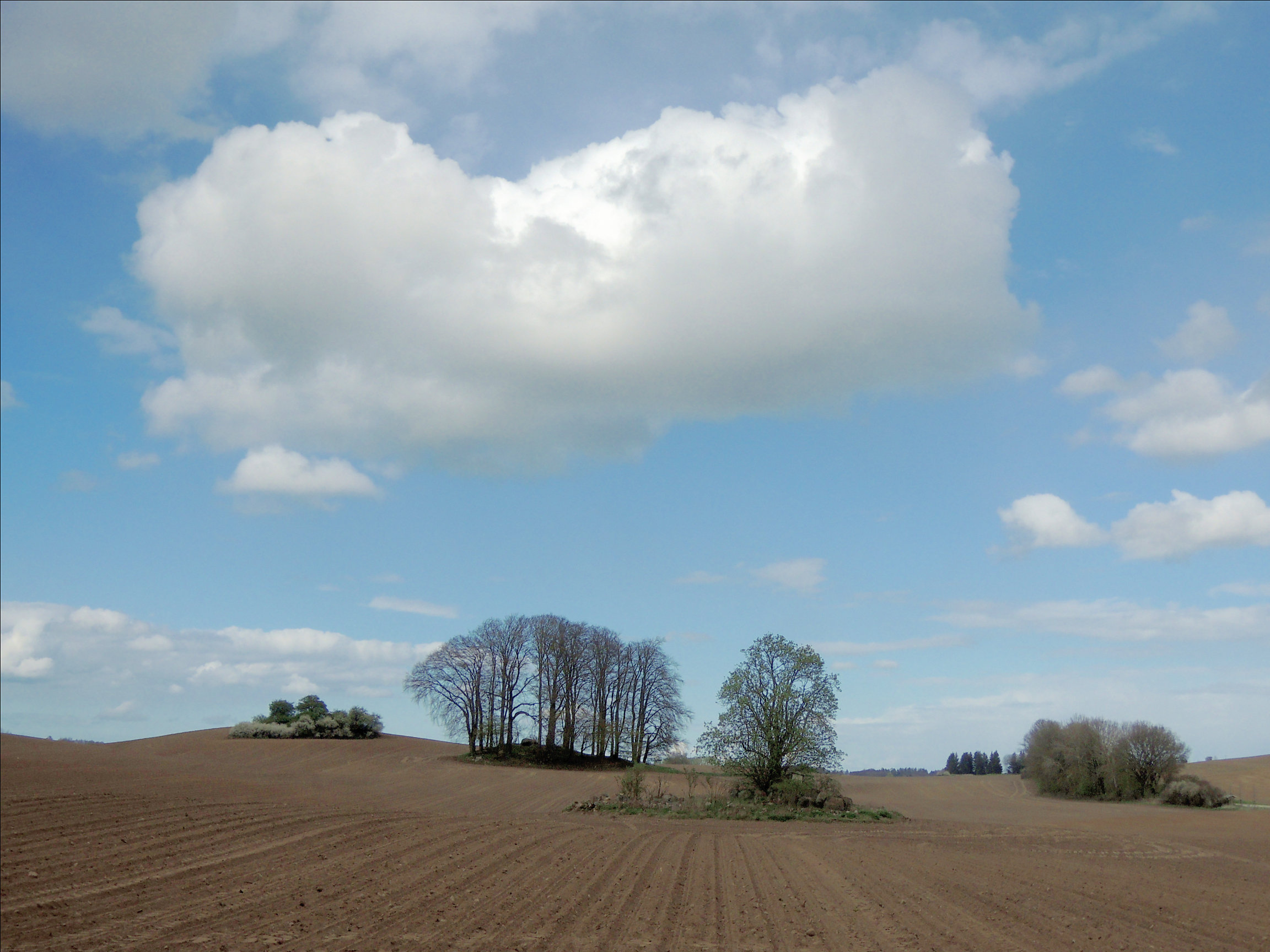
Gräber Katelbogen und Qualitz